# Vaiatu, Jõgevamaa
Vaiatu är en ort i Estland. Den ligger i Torma kommun och landskapet Jõgevamaa, i den centrala delen av landet, 130 km sydost om huvudstaden Tallinn. Vaiatu ligger 94 meter över havet och antalet invånare är 189.
Terrängen runt Vaiatu är platt. Runt Vaiatu är det mycket glesbefolkat, med 6 invånare per kvadratkilometer. Närmaste större samhälle är Jõgeva, 18,0 km sydväst om Vaiatu. Omgivningarna runt Vaiatu är en mosaik av jordbruksmark och naturlig växtlighet.